# Syed Shahabuddin
Syed Shahabuddin es un diplomático y político indio retirado.
- De 1956 a 1958 fue profesor adjunto en la Patna University.
- De 1959 a 1966 fue empleado en Nueva York, Rangún y Yeda.
- De 1966 a 1969 fue secretario adjunto en el Ministerio de Asuntos Exteriores (India).
- De 1969 a 1972 fue Encargado de negocios en Caracas.
- En 1972 fue decorado con los Llaves de la ciudad de Caracas.
- De 1973 a 1975 fue embajador en Argel con coacredición en Nuakchot (Mauritania).
- De 1975 a 1978 fue secretario de enlace en el Ministerio de Asuntos Exteriores (India).
- De 1979 a 1996 fue tres veces designado miembro de la en:Rajya Sabha.
- Él es conocido por su participación en el caso en:Mohd. Ahmed Khan v. Shah Bano Begum y su oposición a la en:Demolition of the Babri Masjid.[1]